# Исламзаде, Намиг Сарафруз оглы
Намиг Сарафруз оглы Исламзаде (азерб. Namiq Sərəfruz oğlu İslamzadə; род. 7 мая 1974, Ени-Дашкенд, Бардинский район) — азербайджанский военный лётчик, генерал-лейтенант заместитель министра обороны-командующий Военно-воздушными силами. Участник Второй Карабахской войны. Герой Отечественной войны (2020).

## Биография
Намиг Исламзаде родился 7 мая 1974 года в селе Ени-Дашкенд Бардинского района. Среднее образование получил в 1981—1988 годах в школе №76 поселка Говсан города Баку. Далее продолжил образование в 1988—1991 годах в Республиканской специализированной школе-интернате имени Дж. Нахичеванского.
В 1991 году поступил в Минское высшее военно-политическое общевойсковое училище и проучился там до апреля 1992 года. После распада СССР вернулся в Азербайджан и до сентября 1992 года учился в Бакинском высшем объединенном командном училище. В сентябре 1992 года его направили в Высшее военное авиационное училище Турецкой Республики для продолжения образования, которое он окончил в 1996 году по специальности пилот.
Намиг Исламзаде служит в Военно-воздушных силах Азербайджана. Был начальником гарнизона города Кюрдамир. Исламзаде внёс большой вклад в модернизацию авиационной техники ВВС Азербайджана. В феврале 2020 года полковник Намиг Исламзаде в интервью Азертадж рассказал о проводившихся несколько лет масштабных реформах в Военно-воздушных силах Азербайджана, в частности, о модернизации авиабаз, улучшению социально-бытовых условий личного состава, а также о закупках учебно-тренировочноых самолётов М-346 у Италии.
26 июня 2018 года в Баку прошёл военный парад по случаю 100-летия Вооружённых сил Азербайджана. В ходе парада состоялся полёт группы из шести штурмовиков Су-25 во главе с полковником Намигом Исламзаде, создавших в небе изображение государственного флага Азербайджанской Республики.
Будучи военным пилотом, отличился в ходе Второй Карабахской войны.
7 декабря 2020 года распоряжением президента Азербайджана Ильхама Алиева полковнику Намигу Сарафруз оглы Исламзаде было присвоено звание генерала-майора.
10 декабря 2020 года в Баку прошёл торжественный Парад Победы по случаю победы Азербайджана во Второй Карабахской войне. В ходе парада состоялся полёт группы штурмовиков Су-25 во главе с генерал-майором Намигом Исламзаде, создавших в небе изображение государственного флага Азербайджанской Республики.
18 мая 2024 года распоряжением президента Азербайджана генерал-майор Намиг Исламзаде назначен и.о. командующего ВВС Азербайджана.
25 июня 2024 года распоряжением президента Азербайджана Ильхама Алиева генерал-майору Намигу Сарафруз оглу Исламзаде было присвоено звание генерал-лейтенанта.
23 сентября 2024 года распоряжением Президента Азербайджана генерал-лейтенант Намиг Исламзаде назначен заместителем министра обороны – командующим Военно-воздушными силами.

## Награды
24 июня 2005 года распоряжением президента Азербайджана Ильхама Алиева № 859 «за особые заслуги в сохранении независимости и территориальной целостности Азербайджанской Республики, а также за отличия при исполнении служебных обязанностей и задач, возложенных на воинскую часть» майор Намиг Сарафруз оглы Исламзаде был награждён медалью «За военные заслуги».
25 июня 2008 года распоряжением президента Азербайджана Ильхама Алиева № 2905 «за особые заслуги в сохранении независимости и территориальной целостности Азербайджанской Республики, а также за отличия при исполнении служебных обязанностей и задач, возложенных на воинскую часть по случаю 90-летия Вооруженных Сил Азербайджанской Республики» полковник-лейтенант Намиг Сарафруз оглы Исламзаде был награждён орденом «Азербайджанское знамя».
25 июня 2020 года распоряжением президента Азербайджана Ильхама Алиева № 2127 «за особые заслуги в сохранении независимости и территориальной целостности Азербайджанской Республики» полковник Намиг Сарафруз оглы Исламзаде был награждён медалью «За Родину».

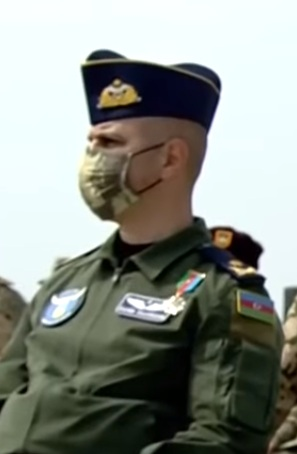
Генерал-майор Намиг Исламзаде с медалью «Героя Отечественной войны»

9 декабря 2020 года распоряжением президента Азербайджана Ильхама Алиева генералу-майору Намигу Сарафруз оглы Исламзаде «за особые заслуги в восстановлении территориальной целостности Азербайджанской Республики и образцы героизма, проявленные при выполнении боевого задания по уничтожению врага во время освобождения оккупированных территорий, а также за отвагу и мужество при выполнении обязанностей военной службы» было присвоено звание «Герой Отечественной войны».
а
25 декабря 2020 года распоряжением президента Азербайджан Ильхама Алиева генерал-майор Намиг Сарафруз оглы Исламзаде «за личную доблесть и отвагу, продемонстрированную при участии в боевых операциях за освобождение от оккупации Физулинского района Азербайджанской Республики» был награждён медалью «За освобождение Физули».
25 декабря 2020 года распоряжением Президента Азербайджана Ильхама Алиева генерал-майор Намиг Сарафруз оглы Исламзаде «за личную доблесть и отвагу, продемонстрированную при участии в боевых операциях за освобождение от оккупации Ходжавендского района Азербайджанской Республики» был награждён медалью «За освобождение Ходжавенда».
Также Намиг Сарафруз оглы Исламзаде за время военной службы был награждён медалями «За безупречную службу» 2-й и 3-й степеней, медалью «За отличие в военной службе» 3-й степени и юбилейными медалями по случаю 10-летия и 90-летия Вооружённых сил Азербайджанской Республики.

Участие в военных парадах
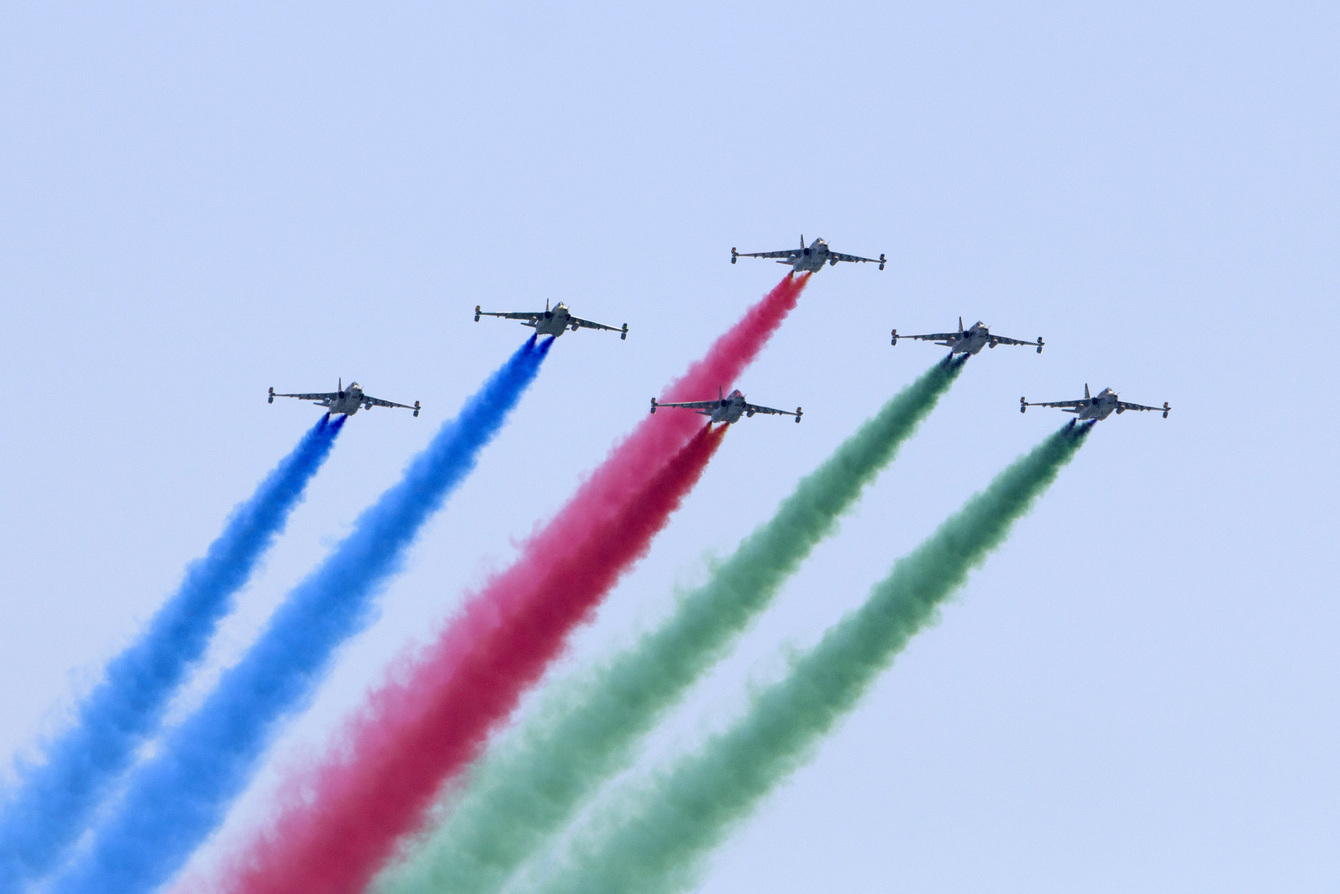
Звено Су-25 ВВС Азербайджана во главе с полковником Намигом Исламзаде создают в небе над Баку изображение государственного флага Азербайджанской Республики во время парада по случаю 100-летия Вооружённых сил Азербайджана 26 июня 2018 года
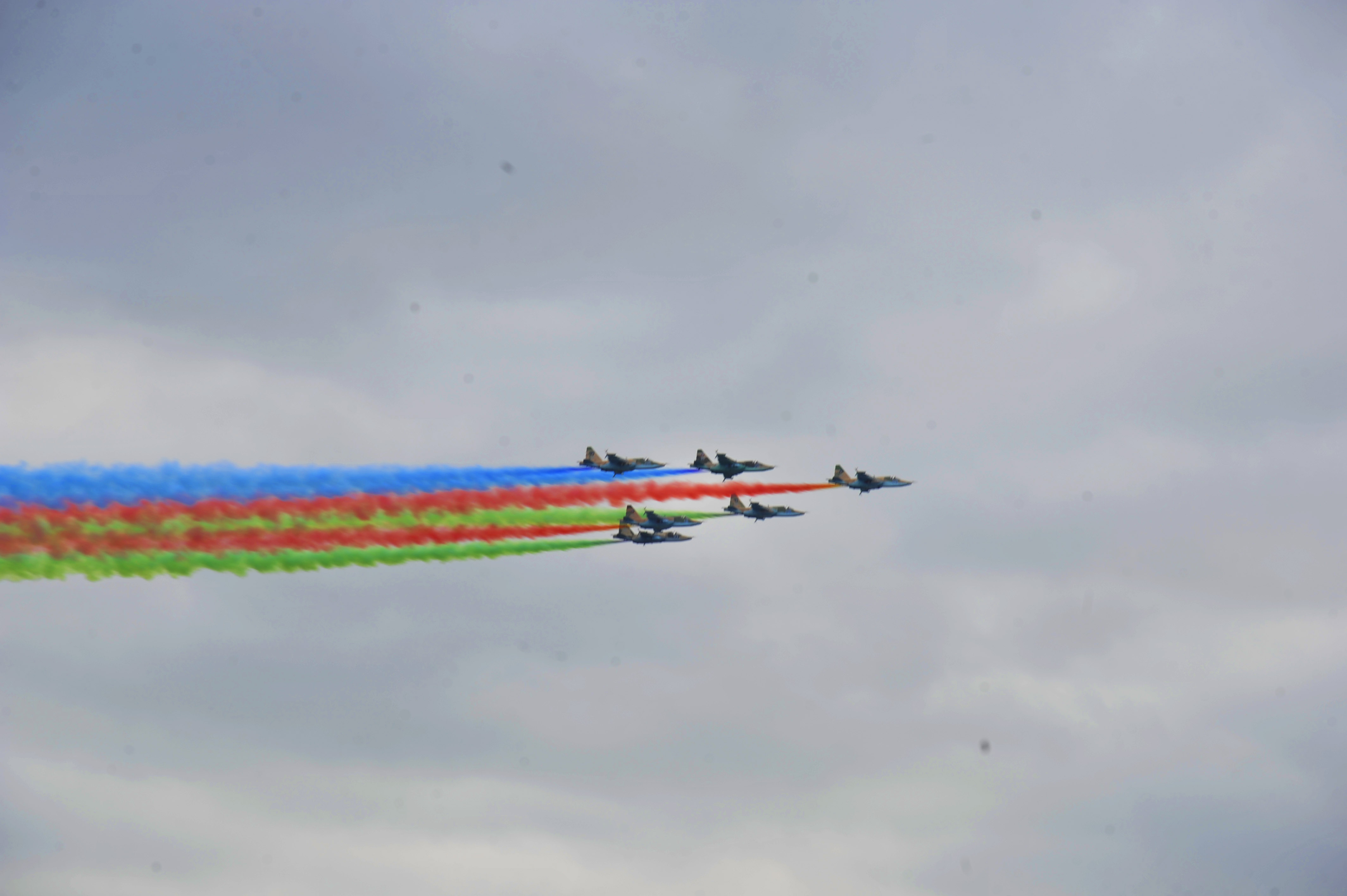
Звено Су-25 ВВС Азербайджана во главе с генерал-майором Намигом Исламзаде создают в небе над Баку изображение государственного флага Азербайджанской Республики во время Парада Победы 10 декабря 2020 года